# Fraize
Fraize je francouzská obec v departementu Vosges v regionu Grand Est. V roce 2013 zde žilo 3 075 obyvatel.

## Poloha
Obec leží u hranic departementu Vosges s departementem Haut-Rhin. Sousední obce jsou: Anould, Ban-sur-Meurthe-Clefcy, Le Bonhomme (Haut-Rhin), La Croix-aux-Mines, Mandray, Plainfaing a Saint-Léonard.

## Vývoj počtu obyvatel
Počet obyvatel